# Galicisches Blondvieh

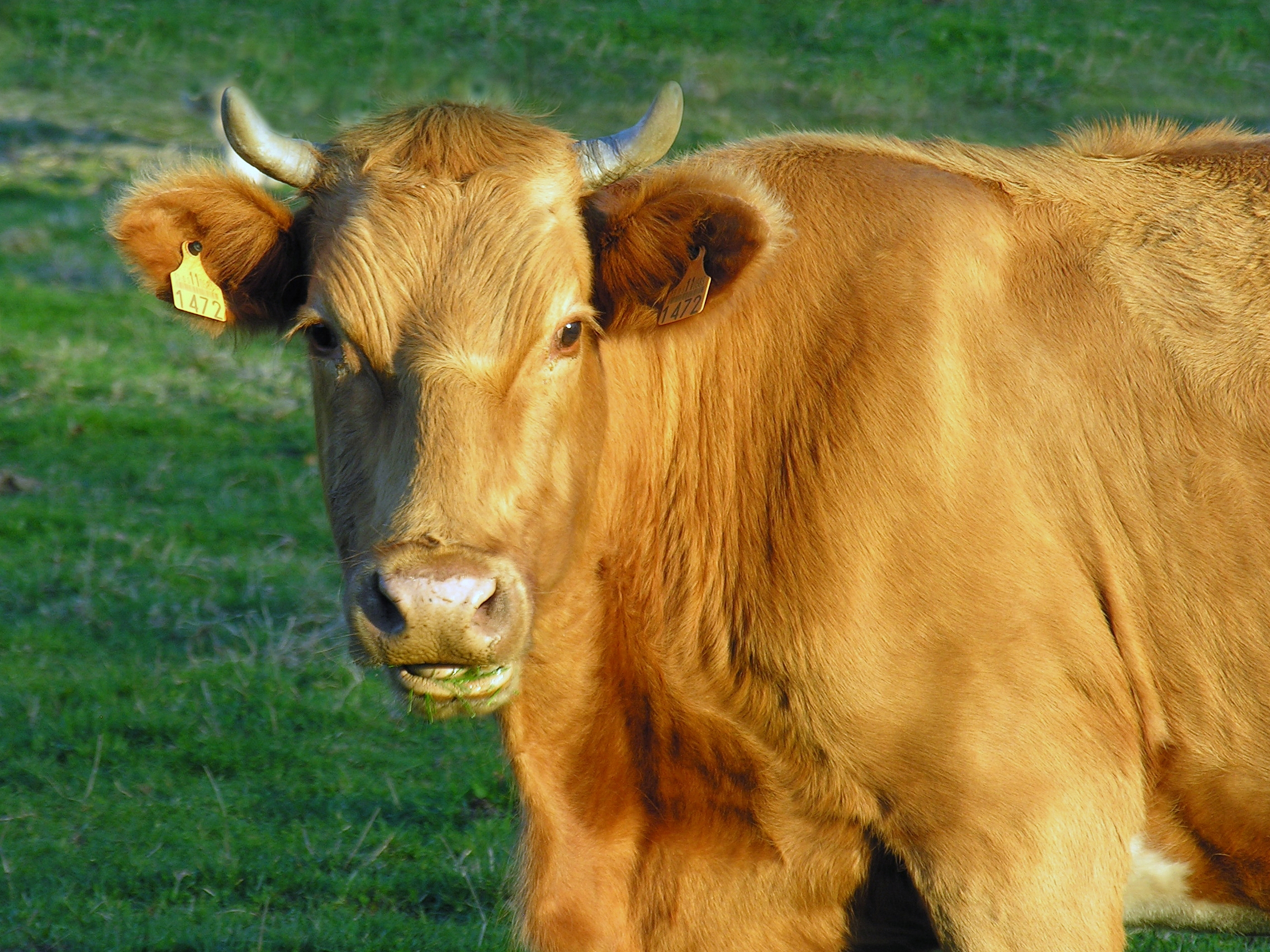
Eine Kuh der Rasse Galicisches Blondvieh

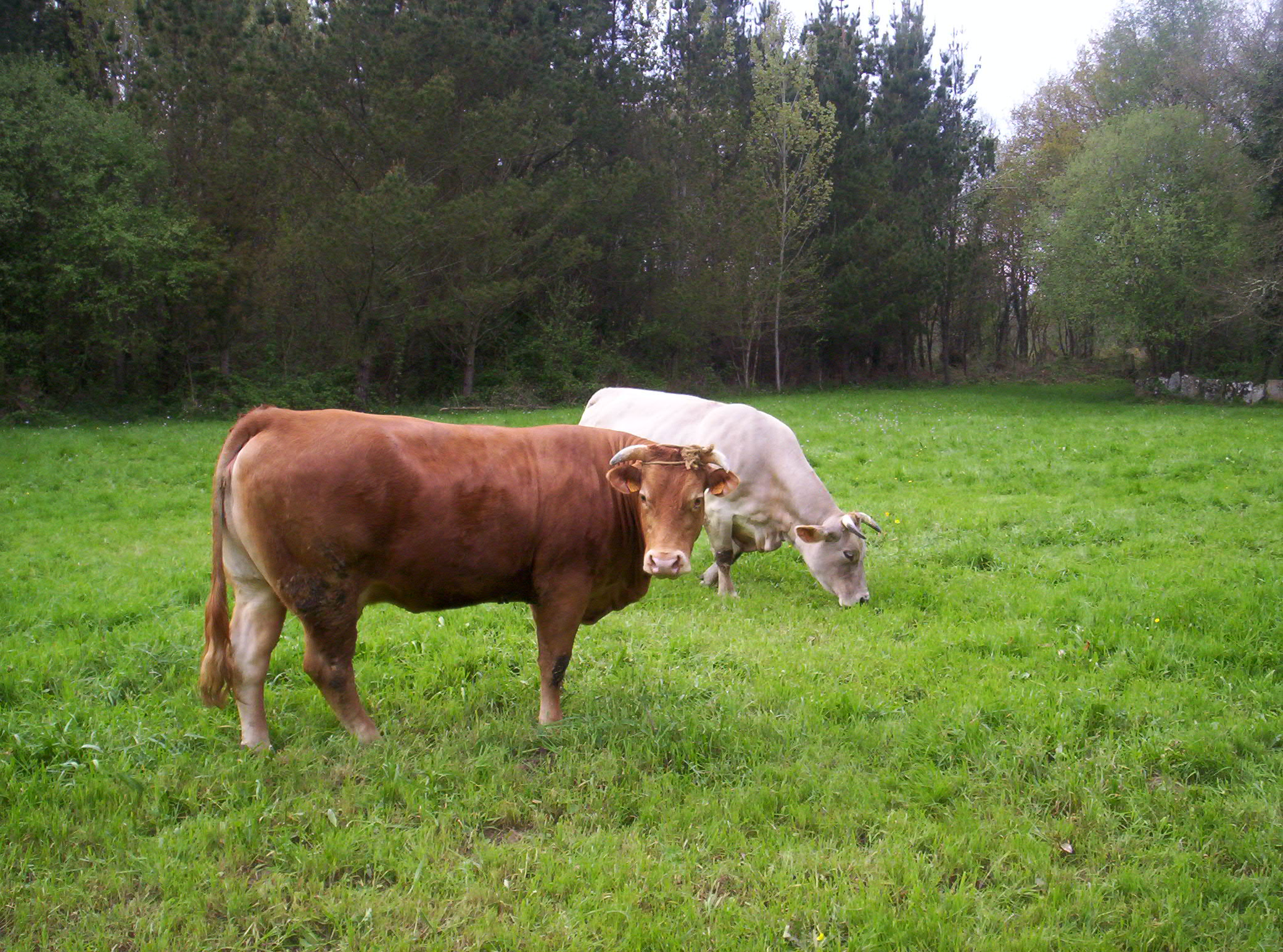
Exemplare der Rasse Galicisches Blondvieh

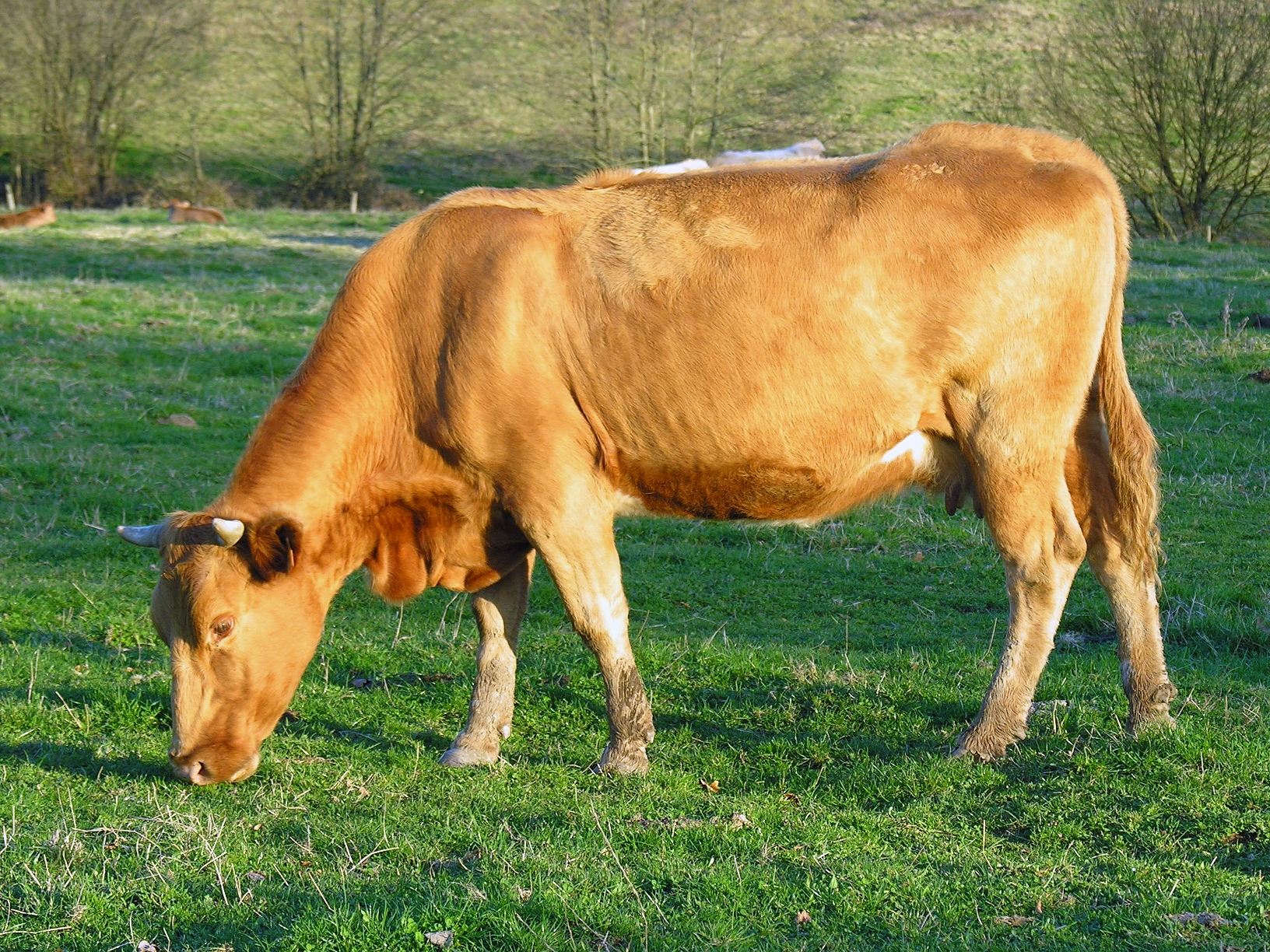
Galicisches Blondvieh bei Arzúa

Das Galicische Blondvieh, Rubia gallega (spanisch) oder Rubia galega (galicisch) ist eine Hausrinderrasse aus Spanien. Es handelt sich um eine in Galicien autochthone Fleischrinderrasse.

## Körperbau und äußere Merkmale
Das Galicische Blondvieh ist mittelgroß und gut proportioniert. Die Brust ist tief, breit und gewölbt. Der Rücken und die Lende sind lang, gerade und gut bemuskelt. Die Schenkel, Kruppe und Beine sind konvex, breit und abfallend. Der Knochenbau ist robust, stark und gut entwickelt. All diese Merkmale führen zu der allgemein langen, tiefen, ausladenden und breiten Form des typischen Fleischrindes. Die Grundfarbe ist blond, dunkelblond oder zimtfarben („teixa“), und schwankt in allen Schattierungen von hell („marelo“) bis dunkel („vermello“). Die Schleimhäute sind unpigmentiert, die Klauen und Hörner hell, letztere am Ansatz rosa und zu den Hornspitzen dunkler werdend. Das Gewicht beträgt zwischen 450 und 500 kg.

## Herkunft und Geschichte
Das Galicische Blondvieh gehört zum Zweig der blonden und roten Rinder. Ursprünglich sollen die Blonden mit dem Volk der Gallaeker, einem Keltenstamm, aus dem heutigen Frankreich gekommen sein. Mit der Zeit bewährte sich in der bergigen Gegend Galiciens ein Rindertypus, der sich für die Arbeit und die Fleischproduktion eignete. In Galicien befindet sich bis heute die Mehrzahl des Tierbestands dieser Rasse. 1933 wurde ein Herdbuch eröffnet. In den 1960er Jahren wurden dann Fleckvieh, Brown Swiss und South Devon eingekreuzt. Sie beeinflussten durchaus das Aussehen: die Fellfarbe tendierte vom Blond mehr zum Rot und die Körperform wurde verbessert (Abrundung des Rumpfs und besonders des Rückens). Die Tierzahl stabilisierte sich in der Folge auf etwa 190.000 Tiere. Die Anzahl der eingetragenen Züchter stieg im Zeitraum von 1986 bis 1993 von 17.000 auf 22.000. Die Einkreuzungen haben ein Ende gefunden. Weitere Verbesserungen werden nur noch durch effektive Zuchtselektion angestrebt.

## Verbreitung
Das Galicische Blondvieh findet sich vor allem in den Provinzen Lugo und A Coruña.